# Ruprechtia howardiana
Ruprechtia howardiana är en slideväxtart som beskrevs av G Aymard C. & P.E. Berry. Ruprechtia howardiana ingår i släktet Ruprechtia och familjen slideväxter. Inga underarter finns listade i Catalogue of Life.